# Max von Oppenheim
Max Freiherr von Oppenheim (Köln, 1860. július 15. – Landshut, 1946. november 15.) német orientalista és régész, aki Elő-Ázsiában szolgált diplomataként.

## Életrajza
Apja Albert von Oppenheim, a Sal. Oppenheim nevű kölni magánbank személyes vagyoni felelősségű résztulajdonosa volt, Max von Oppenheim már korán felismerte, hogy őt a kultúra jobban érdekli, mint a pénzügyi mérlegek és az egyéb banki tevékenységek. Apja kívánságára 1879-től jogot tanult a Strassburgi Egyetemen, ahol 1880-ban csatlakozott a Strassburgi Palatia hadtesthez. A Kölnben letett első záróvizsga után 1883-ban Göttingenben lett jogi doktor. Időközben a Külügyi Hivatalban megpályázott egy diplomata állást, de számos pályázati kérdés és zsidó származása alapján a birodalmi kancellár, Bismarck elutasította, ami bántotta Oppenheim hazafias elkötelezettségét. 1891-ben tette le az értékelő vizsgát Kölnben. A következő évben apja anyagi segítségével Kairóba költözött abból a célból, hogy megtanulja az arab nyelvet.

## Felfedezőútjai
Max von Oppenheim különböző felfedező utazásokat tett a Közel-Keletre és Kelet-Afrikába, ahol időnként kihasználta a diplomata funkció előnyét is. Életét Kairóban az arab kultúrával és szokásokkal történő teljes asszimiláció jellemezte, amit az is jól mutat, hogy magához vett egy elnyomott, fiatal arab lányt és a magánlakását arab-keleti stílusban rendeztette be. Így jöttek létre az akkori időkben ritkának számító kapcsolatok egy európai és több arab törzsi vezető, mindenekelőtt az egyébként a harciasnak, gyanúsnak tartott beduinok között. Max von Oppenheim korábbi kérésének megfelelően így 1896-ban a Császári Főkonzulátus Kairóba akkreditált attaséja lett, 1990-ben pedig követségi tanácsossá nevezték ki. Kinevezését a világhatalomra törekvő II. Vilmos német császár ösztönözte, aki később Oppenheim invitálására egy keleti utazást tett.
Időközben Oppenheim megismerkedett a pániszlámizmus törekvéseivel, melyek között az is szerepelt, hogy az összes muzulmánnak, az Európában és az USA-ban élőknek is, előbb-utóbb az oszmán szultán alattvalójának kell lennie. Oppenheim később találkozott Abdul-Hamid szultánnal, aki ezt neki is kifejtette. Von Oppenheim ebből arra következtetett, hogy Németországnak nagy haszna származna abból, ha az összes európai muzulmán egy Németországgal baráti viszonyban lévő államban élne, különös tekintettel a muzulmán lakosság növekvő számára a francia és angol befolyás alatt lévő európai ellenfeleinél. Von Oppenheim 1910-ig volt Kairóban miniszteri meghatalmazott.

## Tell Halaf
1899 novemberében fedezte fel Oppenheim a Tell Halaf települést rejtő dombot, ami az általa prehisztorikusnak elnevezett Halaf-kultúra miatt, ugyanúgy mint a szintén itt felfedezett arámi-újszíriai Guzana város miatt nyert valószínűleg jelentőséget. Oppenheim ezzel híressé vált a német amatőr régészek között. 1910-13 között vezette az ottani ásatásokat, és folytatta ezeket a háború után 1927-29-ben.

## Az I. világháború
Az első világháború alatt Oppenheim a külügyi hivatalban dolgozott Berlinben, ahol megalakította a „Keleti hírügynökséget”, de az isztambuli német nagykövetségen is tevékenykedett. A háborúban megpróbálta a Közel-Keleten az iszlám lakosságot Anglia ellen mozgósítani és ezáltal ő tartható majdnem Arábiai Lawrence német megfelelőjének. A német külügyi hivatala az iszlám lázadók stratégiáját követte az ellenséges országok gyarmatain. Ennek a dupla koncepciónak a szellemi atyja volt von Oppenheim. Eszerint először a csapatok kellenek a fronton és másodszor népi lázadások „a mélyben”.

## Az utolsó évek
Oppenheim 1939-ben vállalkozott utolsó utazására, Szíriába. 1940. július 25-én fogalmazott egy emlékiratot Theodor Habich-hoz, melyben a nemzeti szocialista előretörés támogatását kérte Észak-Afrikában. Az I. világháborúban nagy reményeket fűzött a hívő muszlimok németeket támogató forradalmi mozgalmaihoz egy szent háborúban, a dzsihádban. Az emlékiratban most egyetlen szóval sem említette az iszlámot mint a német befolyásolás eszközét.
A holokausztot és a második világháborút Berlinben túlélte, ámbár – ha ki is keresztelkedett – úgynevezett „félzsidónak” számított. 1943 őszén települt át Drezdába. 1946-ban halt meg tüdőgyulladásban.

## A leletek sorsa
A Tell-Halafban fellelt szobrokat a második világháború után eltűntnek vagy megsemmisültnek tartották, mert az angol bombázók von Oppenheim Tell-Halaf Múzeumát Berlinben 1943-ban felgyújtották. Az 1990-es években azonban egy véletlen folytán a Pergamon Múzeum egy raktárában újra felfedezték és restaurálták őket. Úgy tervezték, hogy a Pergamon Múzeum bejáratát az arámi templom eredeti szobraival díszítik a restaurálás során.
2001 óta lettek a törmelékek restaurálva. 30 szobor ismét áll. Emellett 27 000 maradványt kellett szortírozni és azonosítani. 2011-ben a „Megmentett istenek” a Berlini Pergamon Múzeumban egy önálló kiállításon kerültek bemutatásra.

## Fordítás
- Ez a szócikk részben vagy egészben  a   Max von Oppenheim című német Wikipédia-szócikk fordításán alapul.  Az eredeti cikk szerkesztőit annak laptörténete sorolja fel. Ez a jelzés csupán a megfogalmazás eredetét és a szerzői jogokat jelzi, nem szolgál a cikkben szereplő információk forrásmegjelöléseként.